# Xã Wrightstown, Quận Bucks, Pennsylvania
Xã Wrightstown (tiếng Anh: Wrightstown Township) là một xã thuộc quận Bucks, tiểu bang Pennsylvania, Hoa Kỳ. Năm 2010, dân số của xã này là 2.995 người.